# Tanjung Pasir (Kualuh Selatan)
Tanjung Pasir is een bestuurslaag in het regentschap Labuhan Batu Utara van de provincie Noord-Sumatra, Indonesië. Tanjung Pasir telt 9281 inwoners (volkstelling 2010).